# 城島明彦
城島 明彦（じょうじま あきひこ、1946年7月10日 - ）は、日本の小説家、ノンフィクション作家・ジャーナリスト。

## 経歴
三重県桑名市（母親の実家）生まれ。小学3年生の夏、同県員弁郡(現大安町)から四日市市内に転居し、大学入学まで同地に居住。三重県立四日市高等学校を経て、1970年早稲田大学政経学部卒業。
東宝助監督を経て、1973年ソニー入社、ソニーでは宣伝部門・広報部門に籍を置く。東宝時代に師事した監督は、入社時の保証人だった森谷司郎、小谷承靖、堀川弘通、石田勝心ほか。
1983年に「けさらんぱさらん」で文藝春秋「オール讀物新人賞」を受賞し、作家デビュー。以後、幅広いテーマで小説、ノンフィクションを執筆。
電子書籍への関心は早く、ケータイ小説（怪奇物）をライブドアで2006年、2007年に夏季限定で1日1話発信（翌年、翌々年に扶桑社で文庫化）。

## 著書
主に小説とノンフィクション作品を手掛けている。

### 小説
- 『サマータイム・ミスティ』（1985年6月/集英社コバルト文庫）
- 『ときめき発･スリラー行』（1986年2月/集英社コバルト文庫）
- 『なんじゃもんじゃ物語』(1986年12月15日/集英社コバルト文庫)
- 『平家教団の陰謀』（1986年12月20日/光風社出版）
- 『愛はアンチーク･ブルー　　花子グラフィティPart2』（1987年1月/集英社コバルト文庫）
- 『殺しだしたら止まらない』（1987年9月/光風社出版）
- 『映画みたいにミステリー　　花子グラフィティPart1』（1988年9月/集英社コバルト文庫）
- 『ようこそ、吸血姫』（1989年5月/集英社コバルト文庫）
- 『協奏曲（ラバーズ･コンチェルト）』（1989年11月/集英社文庫）
- 『夜想曲（カメリア･ノクターン）』（1990年6月/集英社文庫）
- 『マドリガル――恋歌』（1992年11月/海越出版社）
- 『恐怖がたり42夜』（2007年7月/扶桑社文庫）ホラー掌編小説集
- 『怪奇がたり』（2008年7月/扶桑社文庫）ホラー短編小説集
- 『横濱幻想奇譚』（2009年8月/ぶんか社文庫）ファンタジー短編小説集

### ノンフィクション
- 『ホンダ魂――Ｆ１制覇に賭けた2000日』（1989年11月/世界文化社）
- 『勇躍――トヨタ革命宣言とラグビー部』（1989年12月/海越出版社）
- 『シャープ開発最前線』（1990年5月/世界文化社）
- 『不撓の軌跡――昭和20年東大物理学教室の青春』（1992年7月/ダイヤモンド社）
- 『Ｆ１の経済学』（1994年7月/日本評論社）
- 『ソニー燃ゆ』（1998年12月/産経新聞ニュースサービス）
- 『ソニーを踏み台にした男たちⅠ』（1999年11月/こう書房）のち韓国版(2000年3月)も。
- 『技術も資格もないあなたが決断するとき』（2000年1月/ＫＴＣ中央出版）
- 『新版　ソニーを踏み台にした男たち』（2001年2月/集英社文庫）
- 『ソニーを踏み台にした男たちⅡ』（2001年6月/こう書房）
- 『新版　ソニー燃ゆ』（2001年9月/集英社文庫）
- 『開眼――コンタクトレンズと歩んだ半世紀」（2002年2月/㈱メニコン／非売品）。のち英語版『KAIGEN』(2004年3月)も
- 『ソニーの壁』（2004年1月/小学館文庫）
- 『裏・義経本』（2005年8月/主婦の友社）
- 『船と船乗りの物語』（2005年12月/生活情報センター）
- 『ケアマネなら知っておきたい社会知識ナビ』（2012年3月/秀和システム）
- 『広報がダメだから社長が謝罪会見をする！』(2012年12月/阪急コミュニケーションズ)
- 『世界の名家と大富豪』(2013年2月/徳間書店Town Mook)
- 『ケアマネなら知っておきたい社会知識ナビ　第2版』(2013年5月/秀和システム)
- 『世界の大天才』(2013年6月/徳間書店Town Mook)
- 『世界の名家・大富豪の経済学』（2014年1月/ダイアプレス）
- 吉田松陰『留魂録』（2014年9月／致知出版社）　※「留魂録」の現代語訳＋吉田松陰論」

### 現代語訳
- 伊藤左千夫『野菊の墓』(2012年9月/理論社)
- 宮本武蔵『五輪書』(2012年12月/致知出版社)

### 共著
- 『日本電気の総合研究』（1984年7月/プレジデント社）[注釈 1]
- 『ソニー病』（2006年1月/洋泉社）[注釈 2]
- 『名古屋恋愛物語』（1991年6月/海越出版社）[注釈 3]
- 『親の介護と入院のしくみと手続きがすぐわかる本』（2014年3月/秀和システム/共著者：大津佳明）

### アンソロジー
- 『快食･快眠･快便　文藝春秋編』（1990年12月/文春文庫）
- 『F1激走読本』(1992年2月/JICC出版　別冊宝島148)
- 『坂本龍馬スペシャル 英雄待望論』（2012年7月/徳間書店Town Mook/共同執筆者は、監修原口泉、鏡川伊三郎、柳下要司郎）
- 『吉田松陰の夢　松下村塾の魂』（2012年10月/徳間書店Town Mook/共同執筆者は、監修原口泉、鏡川伊三郎、柳下要司郎）
- 『日韓　知られざる紛争史の真実』（2012年12月/徳間書店Town Mook/共同執筆者は、監修原口泉、鏡川伊三郎、柳下要司郎）

### テレビドラマ化
- 『サマータイム・ミスティ』→2時間ドラマ「あぶない課外授業」。フジテレビ系列「木曜ドラマストリート」（20:02～21:48）で1986年6月26日放送。監督山根成之、脚本奥村俊雄、出演者は福永恵規（おニャン子クラブ）、鶴見辰吾、金沢碧、中山仁、吉行和子、近藤洋介、高木美保、おニャン子クラブ（渡辺満里奈、城之内早苗、内海和子、布川智子、永田ルリ子、樹原亜紀、白石麻子、弓岡真美、岡本貴子、立見里歌）ほか[注釈 4]